# Supplice de femme
Pour les articles homonymes, voir The Siren (chanson) et Siren.

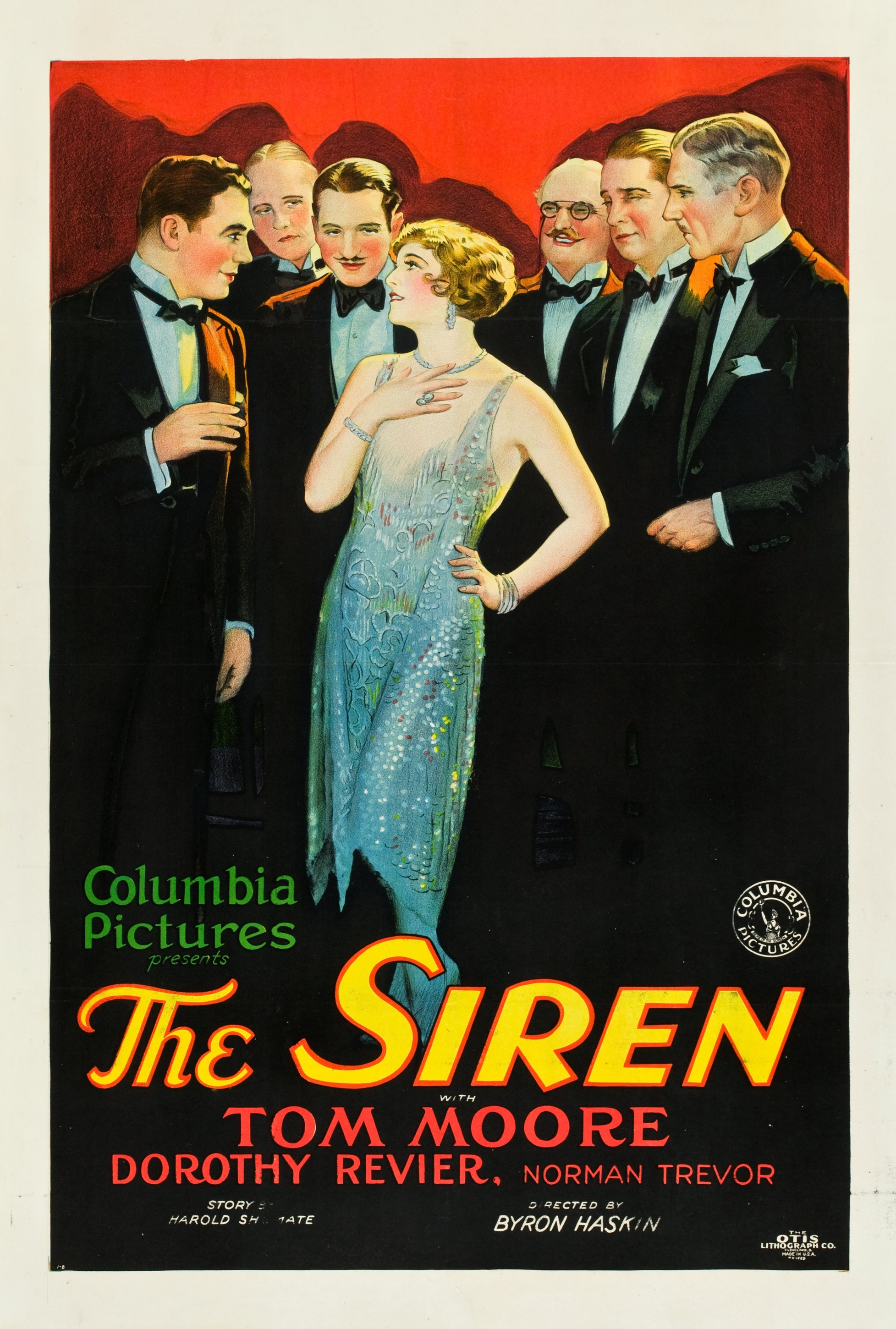
Affiche du film.

Supplice de femme (The Siren) est un film muet américain réalisé par Byron Haskin, sorti en 1927.

## Synopsis
La voiture de Peter Dane tombe en panne lors d'une tempête, et il fait la rencontre de Glenna Marsh, une jeune femme de la haute société. Glenna est manipulée par Cole Norwood, un joueur qui utilise le charme de Glenna pour attirer chez elle des hommes riches pour des parties de poker. Dane assiste à la fête au cours de laquelle Glenna découvre que Norwood est un tricheur, et lui ordonne de quitter sa maison.

## Fiche technique
- Titre original : The Siren
- Réalisation : Byron Haskin
- Scénario : Elmer Harris s'après une histoire de Harold Shumate
- Producteur : Harry Cohn
- Photographie : Ray June
- Montage : Arthur Roberts
- Genre : Mélodrame[1]
- Production : Columbia Pictures
- Durée : 6 bobines
- Date de sortie : 
  - États-Unis : 20 décembre 1927

## Distribution
- Tom Moore : Peter Dane
- Dorothy Revier : Glenna Marsh

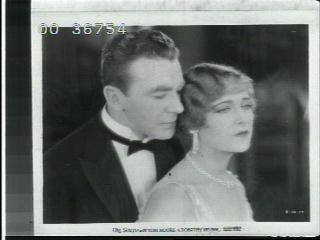
Tom Moore et Dorothy Revier.

- Norman Trevor : Cole Norwood/Felipe Vincenti
- Jed Prouty : Geoffrey Fuller
- Otto Hoffman : Fleet